# Ljubljanica (Martinska Ves)
Ljubljanica is een plaats in de gemeente  Martinska Ves in de Kroatische provincie Sisak-Moslavina. De plaats telt 42 inwoners (2001).